# Rocco Pirri
Rocco Pirri ou Roccho Pirro (latin : Rocchus Pirrus) est un ecclésiastique et historien du royaume de Sicile, né en 1577 à Noto et mort en 1651 à Palerme.

## Biographie
Rocco Pirri naquit en 1577 à Noto, dans la Sicile. Après avoir terminé ses études, il reçut à Catane le même jour (4 février 1601) le laurier doctoral en théologie et en jurisprudence, et remercia ses juges par un discours qui enleva tous les suffrages. Ayant embrassé l'état ecclésiastique, il fut nommé peu après chapelain du roi, chanoine de Palerme et trésorier de la chapelle royale. Il consacra la plus grande partie de ses revenus à des fondations pieuses ou au soulagement des pauvres. Il fit construire à Palerme, dans la partie inférieure du palais, une chapelle dédiée à la Vierge et qu'il décora avec magnificence; il augmenta de quatre prébendes le chapitre de Noto et fit des dons abondants aux hospices. La prière et l'étude partageaient tous ses moments : il s'appliqua spécialement à éclaircir l'histoire ecclésiastique de la Sicile ; et les différents ouvrages qu'il publia sur ce sujet furent accueillis des savants. En 1643, Philippe IV le nomma son historiographe. Pirri mourut à Palerme, le 8 septembre 1651, à 74 ans.

## Œuvres
- Synonimi, Palerme, 1594, in-8°. L'auteur n'avait que quinze ans lorsqu'il publia cet opuscule, qui a été réimprimé avec des additions, en 1637 et en 1640.
- Historia del glorioso san Corado Piacentino, ibid., 1595, in-8° ;
- Chronologia regum penes quos Siciliæ fuit imperium, post exactos Saracenos, ibid., 1630, in- fol. Cet ouvrage a été refondu avec le suivant.
- Notitiæ Siciliensium ecclesiarum, ibid., 1630-1633, in-fol . ; réimprimé avec des additions considérables, sous ce titre : Sicilia sacra disquisitionibus et notitiis illustrata libri quatuor, ibid., 1644-1647, 3 vol. in-fol. ; inséré dans le tome 10 du Thesaurus antiquitatum Italiæ. Le savant Antonio Mongitore a donné une troisième édition de cet ouvrage corrigée et augmentée, ibid., 1733, 2 vol. in-fol. L'auteur y a réuni une foule de détails importants qui jettent un grand jour sur l'histoire de la Sicile au Moyen Âge. Mongitore en a extrait : Notitia regiæ et imperialis capellæ S. Petri, sacri et regii Palatii Panormitani, qu'il a publiée séparément, 1716, in-fol.

On peut consulter pour de plus grands détails la Bibliotheca Sicula, t. 2, p. 201, dans laquelle Mongitore dit qu'il possédait un manuscrit autographe de Pirri, contenant les Annales de Palerme, sous l'archevêque Ferdinand de Andrada.

## Œuvres principales
- (la) Rocco Pirri, Notitiae Siciliensium ecclesiarum Philippo IIII Hispaniarum et Siciliae regi catholico dicatae D. Rocchi Pirri,... opera ex incorruptis publicarum tabularum, scriptorumque monumentis diligentissime comparatae, in quibus... cum prima cujusque Ecclesiae et collegiorum omnium institutione archiepiscopi, episcopi, abbates, priores, singulorum jura, ac privilegia recensentur; accessit... brevis regum Siciliae chronologia, Panormi, ex typographia J. B. Maringhi, 1630 (lire en ligne)
- (la) Rocco Pirri, Sicilia sacra, in qua episcopatuum nunc florentium, ac eorum dioceseon notitiae traduntur, liber tertius. Auctore... D. Roccho Pirro, Panormi, apud Hieronymum de Rossellis, 1638 (lire en ligne)
- (la) Rocco Pirri, Sicilia sacra in qua episcopatuum nunc florentium, ac eorum dioceseon notitiae traduntur: Liber tertius. Auctore abbate netino d. Roccho Pirro..., Panormi, apud Hieronymum de Rossellis, 1641 (lire en ligne)
- (la) Rocco Pirri, Cronologia Regum penes quos Siciliae fuit imperium post exactos saracenos...Auctore... D. Roccho Pirro,..., Panormi, ex typographia Petri Coppulae, 1643 (lire en ligne)
- Sicilia sacra, disquisitionibus et notitiis illustrata, ubi libris quatuor, postquam de illius patriarcha et metropolita disquisitum est: a christianae religionis exordio ad nostra usque tempora, cujusque praesulatus, majorumque beneficiorum institutio, archiepiscopi, episcopi, abbates, priores, singulorum jura, privilegia, praeclara monumenta, civitates dioeceseon, cum praecipuis earum templis religiosisque familiis, atque viri siculi, vel sanctitate, vel doctrina illustres, concinentur, explicantur, auctore... Don Roccho Pirro,... Editio 2a correctior, ac aucta ampliori regum Siciliae chronologia...., ex typographia P. Coppulae, 1644.
- Siciliae sacrae in qua Sicularum abbatiarum ac prioratuum notitiae proponuntur, liber quartus in quatuor distributus partes... Auctore abbate... Don Roccho Pirro,..., ex typ. N. Bua et M. Portanova, 1647.
- Notitia regiae et imperialis capellae collegiatae Sancti Petri sacri, et regii Palatii panormitani, auctore abbate... Don Roccho Pirro,... Opus posthumum cum supplemento et additionibus... Antonini Mongitore,..., ex typ. G. Bayona, 1716.
- (la) Rocco Pirri, Rocchi Pirri... Chronologia regum, penes quos Siciliae fuit imperium post exactos Saracenos... editio novissima auctior et emendatior, Lugduni Batavorum, Pieter van der Aa, 1723 (lire en ligne)
- (la) Rocco Pirri, Don Rocchi Pirri,... Sicilia sacra, disquisitionibus et notis illustrata... Liber primus complectitur notitias trium Siciliae metropoleon Panormitanae, Messanensis et Monteregalensis ..., Lugduni Batavorum, Pieter van der Aa, 1723 (lire en ligne)
- (la) Rocco Pirri, D. Rocchi Pirri ... regiae, et imperialis capellae collegiatae Sancti Petri sacri et regii Palatii panormitani notitia. Opus posthumum cum supplemento et additionibus D. Antonini Mongitore,..., Lugduni Batavorum, Pieter van der Aa, 1723 (lire en ligne)
- (la) Rocco Pirri, Sicilia sacra disquisitionibus et notitiis illustrata, vol. 1, Palermo, apud haeredes Petri Coppulae, 1733 (lire en ligne)
- (la) Rocco Pirri, Sicilia sacra disquisitionibus et notitiis illustrata, vol. 2, Palermo, apud haeredes Petri Coppulae, 1733 (lire en ligne)

## Sources
- « Rocco Pirri », dans Louis-Gabriel Michaud, Biographie universelle ancienne et moderne : histoire par ordre alphabétique de la vie publique et privée de tous les hommes avec la collaboration de plus de 300 savants et littérateurs français ou étrangers, 2e édition, 1843-1865 [détail de l’édition]
- Giuseppe Emanuele Ortolani, « Rocco Pirri », Biografia degli uomini illustri della Sicilia : ornata de' loro rispettivi ritratti, N. Gervasi, vol. 2,‎ 1818.